# Krzyżanowo (Mazovie)
Pour les articles homonymes, voir Krzyżanowo.
Krzyżanowo (prononciation : [kʂɨʐaˈnɔvɔ]) est un village polonais de la gmina de Brudzeń Duży dans le powiat de Płock de la voïvodie de Mazovie dans le centre-est de la Pologne.
Il se situe à environ 3 kilomètres à l'est de Brudzeń Duży (siège de la gmina), 18 kilomètres au nord-ouest de Płock (siège du powiat) et à 112 kilomètres au nord-ouest de Varsovie (capitale de la Pologne).
Le village compte approximativement une population de 112 habitants en 2005.

## Histoire
De 1975 à 1998, le village appartenait administrativement à la voïvodie de Płock.